# Enicospilus nubeculatus
Enicospilus nubeculatus là một loài tò vò trong họ Ichneumonidae.